# Pointe La Rue

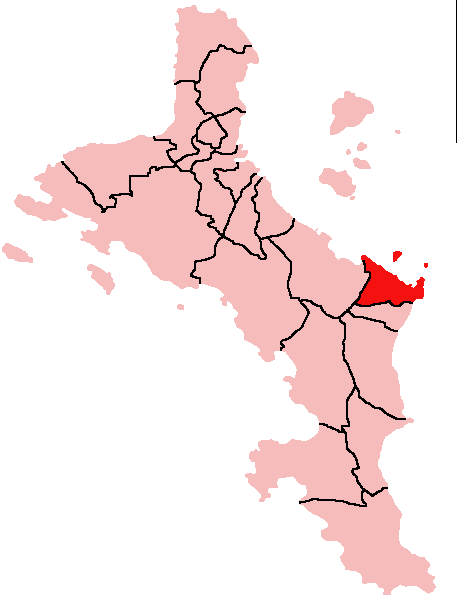
Vị trí của Pointe de la Lugo

Pointe La Rue (tiếng Pháp: Pointe La Rue) là một trong 25 quận tạo nên Seychelles và nằm trên đảo Mae. Tỉnh này có diện tích 3,9 km2, dân số thời điểm năm 2002 là 2.715 người.